# I Forgive You (Cynthia Erivo)
I Forgive You è il secondo album in studio della cantautrice britannica Cynthia Erivo, pubblicato il 6 giugno 2025 da Verve Records e Republic Records.

## Contesto
L'album è stato sviluppato in un arco di oltre due anni, con la collaborazione di Cynthia Erivo e con il cantautore e produttore Will Wells. Erivo è accreditata come coautrice di ogni traccia. Il secondo singolo, Worst of Me, descritto come una ballata orchestrale che affronta temi di dolore e perdita, è stato pubblicato l'11 aprile 2025, dopo il singolo principale Replay. Durante un evento di ascolto a Londra, Erivo ha affermato che I Forgive You riflette il desiderio di abbracciare ed esprimere pienamente tutte le sfaccettature di sé, inclusa la sua sensualità e sessualità, un aspetto che, a suo avviso, è spesso trascurato, in particolare per le donne nere. Ha citato artisti come Toni Braxton e Prince come fonte d'ispirazione, riferendosi alla loro audace esplorazione di tali temi nella musica. Durante l'evento, ha presentato in anteprima diversi brani dell'album, tra cui Why, More Than Twice, Best for Me, She Said, I Choose Love e Brick by Brick.

## Composizione
I Forgive You fonde pop, R&B, folk, gospel e altri generi in un'opera coesa ed emotivamente introspettiva. Con una produzione delicata e testi personali, Erivo esplora i temi del perdono e dell'umanità, con l'obiettivo di presentare un sé più vulnerabile e autentico.

## Tracce
1. Why (Interlude) – 0:41 (Annie Lennox)
2. Best for Me – 3:27 (Erivo, Wells, Tayla Parx)
3. More Than Twice – 4:33 (Erivo, Thato Modika, Ndumiso Manana)
4. You First – 4:29 (Erivo, Manana, Bubele Booi, David BalshawEbenezer Maxwell)
5. Save Me from You – 4:35 (Erivo, Wells)
6. Worst of Me – 3:27 (Erivo, Wells, Jessica Agombar)
7. I Want You (Interlude) – 1:08 (Arthur RossLeon Ware)
8. She Said – 2:43 (Erivo, Wells, Alex Sutton)
9. What You Want – 3:50 (Erivo, Modika, Manana)
10. Play the Woman – 3:13 (Erivo, Wells, Justin Tranter)
11. Push and Pull – 3:20 (Erivo, Wells, Zach Golden, Daniel Watts, Anthony Ramos)
12. Until You Saw Me (Interlude) – 0:43 (Erivo, Wells)
13. Holy Refrain – 3:56 (Erivo, Wells, Kevin Garrett)
14. I Choose Love – 3:27 (Erivo, Wells, Tranter)
15. Be Okay – 2:16 (Erivo, Wells)
16. How Could I Fall – 3:01 (Erivo, Wells)
17. I Forgive You (Interlude) – 1:39 (Erivo, Wells, Wolfgang Amadeus Mozart)
18. Replay – 3:40 (Erivo, Wells, Tranter)
19. Brick by Brick – 5:17 (Erivo, Wells, Garrett)
20. Grace – 4:16 (Erivo, Wells, Bianca Atterberry)

Tracce esclusive nella A cappella Edition
1. Best for Me (A cappella) – 3:07
2. More Than Twice (A cappella) – 4:36
3. You First (A cappella) – 4:23
4. Save Me from You (A cappella) – 4:35
5. Worst of Me (A cappella) – 3:27
6. I Choose Love (A cappella) – 3:27
7. Brick By Brick (A cappella) – 5:18

## Charts
| Classifica (2025) | Posizione massima |
| ----------------- | ----------------- |
| Regno Unito       | 13                |
| Scozia            | 19                |
| Stati Uniti       | 165               |